# Хаясия, Сидзуру
Сидзуру Хаясия (яп. 林家 志弦 Хаясия Сидзуру) — японская мангака, автор сценария и художница, оказавшая большое влияние на жанр юри. Родилась в японской префектуре Сайтама. Она считает большинство своих работ жестокими, называя их кровавыми. Она создавала как опубликованные манги, так и додзинси. «Hayate Cross Blade» считается лучшей мангой в жанре юри 2005 года. Она создала целое течение в жанре юри, добавив в свои работы много юмора и глупых ситуаций.

## Известные работы

### Додзинси
- «Jesus Drug»

### Манга
- «Ultra Sword»
- «Strawberry Shake Sweet»
- «Hayate Cross Blade»
- «Onegai Teacher»
- «Sister Red»
- «Hayate Х Blade»